# Cheiridium museorum
Cheiridium museorum es una especie de arácnido del orden Pseudoscorpionida de la familia Cheiridiidae.

## Distribución geográfica
Se encuentra en el este de Europa.